# NGC 3870
NGC 3870 este o galaxie lenticulară situată în constelația Ursa Mare. A fost descoperită în 1790 de către William Herschel. Se află la o distanță de 11,8 megaparseci de Pământ.